# Этто
Элилтон Араужу дос Сантос также известный, как Этто (порт. Oélilton Araújo dos Santos; 8 марта 1981, Валенти) — бразильский футболист, защитник.

## Биография
Начал профессиональную карьеру в бразильском клубе «Витория» (Салвадор), в команде играл вместе с такими игроками как: Леилтон, Алсидес и Дуду Сеаренсе. После играл за «Крисиуму» и «Парану». В 2005 году выступал за «Атлетико Паранаэнсе», в команде играл вместе с бывшим игроком донецкого «Шахтёра» Фернандиньо.
30 августа 2005 года перешёл в загребское «Динамо», подписав пятилетний контракт. В команде дебютировал 17 сентября 2005 года в матче против «Загреба» (4:0). В сезоне 2005/06 вместе с командой выиграл чемпионат Хорватии. Этто провёл 24 матча и забил 5 голов. Также в этом сезоне «Динамо» выиграло Суперкубок Хорватии обыграв «Риеку» (4:1), Этто забил один из голов.
Также вместе с командой Этто участвовал в квалификации к Лиге чемпионов. Сначала синие обыграли литовский «Экранас», но после проиграли лондонскому «Арсеналу» и продолжили выступать в Кубке УЕФА. Но и там «Динамо» потерпело поражение от французского «Осера». Этто сыграл в 3 матчах Лиги чемпионов и 2 матчах Кубка УЕФА.
В сезоне 2006/07 «Динамо» выиграло чемпионат и Кубок Хорватии. В чемпионате Этто провёл 13 матчей и забил 1 гол.
Летом 2007 года «Динамо» снова выступал в квалификации к Лиге чемпионов. Динамо обыграла азербайджанский «Хазар-Ленкорань» и словенский «Домжале». Но вылетела из турнира в Кубок УЕФА из-за поражения немецкого «Вердера». Этто провёл 6 матчей и забил 1 гол. В первом круге «Динамо» сенсационно обыграло голландский «Аякс» и попало в групповой турнир. В группе «Динамо» заняло 4 место уступив «Гамбургу», «Базелю» и «Бранну», но опередив французский «Ренн». Всего в Лиги Чемпионов он провёл 6 матчей.
В январе 2007 года получил хорватское гражданство и мог быть задействован за национальную сборную Хорватии.
Сезон 2007/08 для «Динамо» прошёл удачно — команда выиграла чемпионат и Кубок, в финале загребцы обыграли извечного соперника сплитский «Хайдук».
Вместе с командой Этто снова участвовал в квалификации к Лиге чемпионов. Сначала «динамовцы» обыграли североирландский «Линфилд» и словенский «Домжале». Но в следующем раунде «Динамо» проиграло украинскому «Шахтёру» из города Донецк. Оба матча «Динамо» проиграло, первый гостевой (2:0) и домашний (1:3). После того как «Динамо» вылетело из Лиги чемпионов клуб начал выступления в Кубке УЕФА. В первом раунде «Динамо» обыграло чешскую «Спарту». Первый матч на Максимире закончился ничьей (0:0). Второй матч также закончился ничьей (3:3). За счёт голов на выезде «Динамо» пробилась в групповой турнир. В группе «Динамо» заняло последние 5 место уступив российскому «Спартаку», голландскому НЕКу, английскому «Тоттенхэму» и итальянскому «Удинезе».
Чемпионат Хорватии 2008/09 «Динамо» выиграло, Этто провёл 16 матч и забил 1 гол. В этом же сезоне «Динамо» выиграло и Кубок Хорватии, в финале обыграв сплитский «Хайдук».

## Достижения
- Чемпион Хорватии (4): 2005/06, 2006/07, 2007/08, 2008/09
- Обладатель Кубка Хорватии (3): 2006/07, 2007/08, 2008/09
- Обладатель Суперкубка Хорватии (1): 2006